# Карл Август Саксен-Веймар-Эйзенахский (1844—1894)
Карл Август Вильгельм Николас Александр Михаил Бернхард Генрих Фридрих Стефан Саксен-Веймар-Эйзенахский (нем. Karl August Wilhelm Nicolaus Alexander Michael Bernhard Heinrich Friedrich Stephan von Sachsen-Weimar-Eisenach; 31 июля 1844 — 20 ноября 1894) — прусский военачальник и политический деятель. Наследный принц Саксен-Веймар-Эйзенаха с 8 июля 1853 года.

## Биография
Родился 31 июля 1844 года в Веймаре. Единственный сын герцога Карла Александра Саксен-Веймар-Эйзенахского (1818—1901); мать — принцесса Софи (1827—1897), дочь короля Нидерландов Виллема II.
Обучался в университетах Йены, Лейпцига и Гейдельберга. Затем служил в саксонской и русской армии (был подпоручиком 10-го гусарского Ингерманландского полка, шефом которого состоял его отец).
Вместе со своим отцом в Версале участвовал в провозглашении Германской империи 17 января 1871 года.
Свободное время Карл посвящал своей коллекции медных пластин и монетному двору. Он также интересовался Великогерцогской библиотекой и недавно построенным архивом, где он часто изучал исторические документы по истории дома. В отличие от своего старшего сына, Карл Август был очень популярен в герцогстве.
Карл Август был вторым в очереди на престол Нидерландов с 1890 по 1894 год, так как его мама была дочерью Виллема II. Это было причиной того, что он хорошо писал и говорил на голландском языке.
Из-за своего хронического заболевания легких Карл Август пребывал в местах с климатом, спасительным для туберкулёза, в частности, в Ментоне.
Умер 20 ноября 1894 года в Рокебрюн — Кап-Мартен (раньше своего отца). Был похоронен в Веймаре в фамильной часовне Fürstengruft.

### Семья

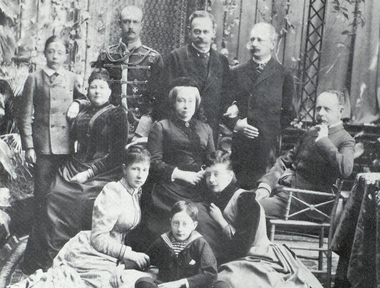
Семья Карла Августа (он справа), 1886—1887 годы

26 августа 1873 года в Фридрихсхафене женился на принцессе Паулине Саксен-Веймарской (1852—1904).
От этого брака у него было двое сыновей:
- Вильгельм Эрнст Саксен-Веймар-Эйзенахский (10 июня 1876 — 24 апреля 1923)
- Бернхард Генрих Саксен-Веймар-Эйзенахский (18 апреля 1878 — 1 октября 1900)

## Награды
- Награждён орденом Св. Георгия 4-й степени (7 декабря 1870 года).
- Орден Андрея Первозванного (14 июля 1864)
- Также награждён другими орденами, среди которых Орден Белого сокола и Орден Золотого льва[англ.]*.